# Israel en los Juegos Olímpicos de Sídney 2000
Israel estuvo representado en los Juegos Olímpicos de Sídney 2000 por un total de 39 deportistas, 29 hombres y 10 mujeres, que compitieron en 9 deportes.
El portador de la bandera en la ceremonia de apertura fue el atleta Rogel Nachum.

## Medallistas
El equipo olímpico israelí obtuvo las siguientes medallas:
| Nombre          | Deporte    | Competición |
| --------------- | ---------- | ----------- |
| Oro             |            |             |
| —               |            |             |
| Plata           |            |             |
| —               |            |             |
| Bronce          |            |             |
| Mijail Kolganov | Piragüismo | K1 500 m M  |